# Neuroakanthozytose
Bei dem Begriff Neuroakanthozytose handelt es sich um eine Sammelbezeichnung für eine inhomogene Gruppe von neurologischen Erkrankungen, die durch die Kombination aus Akanthozyten, progressiven Dyskinesien und einer subkortikalen Demenz gekennzeichnet sind.

## Vorkommen
Im Einzelnen handelt es sich um folgende Erkrankungen:
- Chorea-Akanthozytose mit Mutation im VPS13A-Gen auf Chromosom 9q21
- Huntington's Disease-like 2 mit Trinukleotid-Repeatexpansion im Junctophilin-3-Gen auf Chromosom 16q24.3 (autosomal dominant; Klinik: wie Chorea Huntington)[2]
- McLeod-Syndrom mit Mutation im Gen des XK-Transportproteins auf Chromosom Xp21.1
- Akanthozyten lassen sich auch bei der Neurodegeneration mit Eisenablagerung im Gehirn und bei Störungen des Lipoproteinstoffwechsels, wie zum Beispiel der familiären Abetalipoproteinämie (Bassen-Kornzweig-Syndrom) beobachten.[4]

## Methodische Aspekte
Die Stachelform der Erythrozyten kann dem Untersucher bei einem einfachen Blutausstrich entgehen. Wenn die Blutprobe vor der Untersuchung mit NaCl 0,9 % in einer 1:1-Verdünnung versetzt wird, sind die Stachelformen wesentlich deutlicher zu sehen.